# 佈渣
佈渣（葡萄牙語：Custódio Miguel de Borja，1849年12年25日－1911年11年21日），第95任澳門總督，是葡萄牙軍人，殖民長官。

## 簡歷
佈渣在軍事方面上，是葡萄牙皇家海軍的中尉，當時他擔任第45任葡屬聖多美普林西比總督，之後於1884年再次擔任葡屬聖多美普林西比第49任總督。此時，在擔任澳門總督期間，由國王路易斯一世奉命為臨時代理葡萄牙駐中國、日本和暹羅的全權公使。之後，他在1904年3月至12月期間擔任葡屬安哥拉第91任總督。佈渣去世後，他的葡萄牙語名字在命名了澳門的青洲大馬路（葡萄牙語：Avenida do Conselheiro Borja）、青洲街（葡萄牙語：Rua do Conselheiro Borja）和青洲新巷（葡萄牙語：Travessa do Conselheiro Borja）。